# Heubergbahn
| |                      |                                         |                                         |
| Streckennummer (DB): | 4601                 |                                         |                                         |
| Kursbuchstrecke (DB): | 274d / 318g / 308c   |                                         |                                         |
| Kursbuchstrecke: | 307d (1946)          |                                         |                                         |
| Streckenlänge: | 17,90 km             |                                         |                                         |
| Spurweite: | 1435 mm (Normalspur) |                                         |                                         |
| Maximale Neigung: | 25 ‰                 |                                         |                                         |
| Minimaler Radius: | 180 m                |                                         |                                         |
| |                      |                                         |                                         |
| \| \| \| von Plochingen \| \| \| \| 0,000 \| Spaichingen \| 669 m \| \| \| \| nach Immendingen \| \| \| \| 0,450 \| Obere Bahnhofstraße \| Obere Bahnhofstraße \| \| \| 0,680 \| Prim (Neckar) \| Prim (Neckar) \| \| \| 1,000 \| B 14 Hauptstraße / Balgheimer Straße \| B 14 Hauptstraße / Balgheimer Straße \| \| \| \| L 431 Dreifaltigkeitsbergstraße \| \| \| \| 2,080 \| Spaichingen Nord \| Spaichingen Nord \| \| \| 5,020 \| Denkingen \| 741 m \| \| \| \| L 433a Klippeneckstraße \| \| \| \| 7,300 \| Schweinebrunnen-Viadukt (52 m) \| Schweinebrunnen-Viadukt (52 m) \| \| \| 7,580 \| Setze-Viadukt (150 m) \| Setze-Viadukt (150 m) \| \| \| 8,330 \| Wettbachtal-Viadukt (300 m) \| Wettbachtal-Viadukt (300 m) \| \| \| \| Wettbach \| \| \| \| \| \| \| \| \| 8,700 \| Autunnel (126 m) \| Autunnel (126 m) \| \| \| 9,390 \| L 433 Austraße \| L 433 Austraße \| \| \| 9,540 \| Hauptstraße \| Hauptstraße \| \| \| 9,640 \| Gosheim \| 841 m \| \| \| 9,790 \| Wehinger Straße \| Wehinger Straße \| \| \| 10,200 \| \| \| \| \| 13,600 \| L 435 Deilinger Straße \| L 435 Deilinger Straße \| \| \| 13,700 \| Mühlbach \| Mühlbach \| \| \| 13,930 \| Wehingen \| 779 m \| \| \| 16,090 \| Harras-Obernheim \| 768 m \| \| \| \| K 5906 Obernheimer Straße \| \| \| \| 17,610 \| L 433 \| L 433 \| \| \| 17,710 \| Reichenbach (Heuberg) \| 745 m \| \| \| 17,900 \| Streckenende 1. Bauabschnitt \| Streckenende 1. Bauabschnitt \| \| \| \| \| \| \| \| 20,00 \| Egesheim (Bau nicht ausgeführt) \| 728 m \| \| \| 25,90 \| Nusplingen (Bau nicht ausgeführt) 715 m \| Nusplingen (Bau nicht ausgeführt) 715 m \| |                      |                                         |                                         |
| Strecke |                      | von Plochingen                          | von Plochingen                          |
| Bahnhof | 0,000                | Spaichingen                             | 669 m                                   |
| Abzweig ehemals geradeaus und nach rechts |                      | nach Immendingen                        | nach Immendingen                        |
| Brücke (Strecke außer Betrieb) | 0,450                | Obere Bahnhofstraße                     | Obere Bahnhofstraße                     |
| Brücke über Wasserlauf (Strecke außer Betrieb) | 0,680                | Prim (Neckar)                           | Prim (Neckar)                           |
| Brücke (Strecke außer Betrieb) | 1,000                | B 14 Hauptstraße / Balgheimer Straße    | B 14 Hauptstraße / Balgheimer Straße    |
| Bahnübergang (Strecke außer Betrieb) |                      | L 431 Dreifaltigkeitsbergstraße         | L 431 Dreifaltigkeitsbergstraße         |
| Haltepunkt / Haltestelle (Strecke außer Betrieb) | 2,080                | Spaichingen Nord                        | Spaichingen Nord                        |
| Bahnhof (Strecke außer Betrieb) | 5,020                | Denkingen                               | 741 m                                   |
| Bahnübergang (Strecke außer Betrieb) |                      | L 433a Klippeneckstraße                 | L 433a Klippeneckstraße                 |
| Brücke (Strecke außer Betrieb) | 7,300                | Schweinebrunnen-Viadukt (52 m)          | Schweinebrunnen-Viadukt (52 m)          |
| Brücke (Strecke außer Betrieb) | 7,580                | Setze-Viadukt (150 m)                   | Setze-Viadukt (150 m)                   |
| Strecke geradeaus (außer Betrieb) | 8,330                | Wettbachtal-Viadukt (300 m)             | Wettbachtal-Viadukt (300 m)             |
| |                      | Wettbach                                |                                         |
| Strecke (außer Betrieb) |                      |                                         |                                         |
| Tunnel (Strecke außer Betrieb) | 8,700                | Autunnel (126 m)                        | Autunnel (126 m)                        |
| Strecke mit Straßenbrücke (Strecke außer Betrieb) | 9,390                | L 433 Austraße                          | L 433 Austraße                          |
| Strecke mit Straßenbrücke (Strecke außer Betrieb) | 9,540                | Hauptstraße                             | Hauptstraße                             |
| Bahnhof (Strecke außer Betrieb) | 9,640                | Gosheim                                 | 841 m                                   |
| Brücke (Strecke außer Betrieb) | 9,790                | Wehinger Straße                         | Wehinger Straße                         |
| Brücke (Strecke außer Betrieb) | 10,200               |                                         |                                         |
| Brücke (Strecke außer Betrieb) | 13,600               | L 435 Deilinger Straße                  | L 435 Deilinger Straße                  |
| Brücke über Wasserlauf (Strecke außer Betrieb) | 13,700               | Mühlbach                                | Mühlbach                                |
| Bahnhof (Strecke außer Betrieb) | 13,930               | Wehingen                                | 779 m                                   |
| Bahnhof (Strecke außer Betrieb) | 16,090               | Harras-Obernheim                        | 768 m                                   |
| Bahnübergang (Strecke außer Betrieb) |                      | K 5906 Obernheimer Straße               | K 5906 Obernheimer Straße               |
| Bahnübergang (Strecke außer Betrieb) | 17,610               | L 433                                   | L 433                                   |
| Bahnhof (Strecke außer Betrieb) | 17,710               | Reichenbach (Heuberg)                   | 745 m                                   |
| | 17,900               | Streckenende 1. Bauabschnitt            | Streckenende 1. Bauabschnitt            |
| Strecke (außer Betrieb) |                      |                                         |                                         |
| Bahnhof (Strecke außer Betrieb) | 20,00                | Egesheim (Bau nicht ausgeführt)         | 728 m                                   |
| Kopfbahnhof Streckenende (Strecke außer Betrieb) | 25,90                | Nusplingen (Bau nicht ausgeführt) 715 m | Nusplingen (Bau nicht ausgeführt) 715 m |

Die Heubergbahn war zwischen 1928 und 1966 eine 17,9 Kilometer lange normalspurige Eisenbahnstrecke von Spaichingen über fünf Bahnhöfe und einen Haltepunkt (Spaichingen Nord, bis 1939 Spaichingen Nebenbahn) nach Reichenbach am Heuberg. Ursprünglich war die Ausführung als Schmalspurbahn geplant, die über Reichenbach hinaus nach Egesheim und Nusplingen führen sollte. Die Heubergbahn hatte große Bedeutung bei der Erschließung und Industrialisierung der Heuberggemeinden.

## Geschichte

### Planungen für eine Eisenbahn auf den Heuberg (1889–1912)
Schon im Jahre 1897 wurde in einem Leserbrief eine Heubergbahn von Ebingen ausgehend gefordert.
Weitere Gedanken zum Bau einer Eisenbahn auf den Heuberg wurden am 1. Mai 1889 vom Obernheimer Bürgermeister Mauthe in einer Oberamtsversammlung vorgetragen. Die Region des Heubergs wurde als wirtschaftliches Notstandsgebiet betrachtet. Der Bau einer Eisenbahn sollte zu einer Verbesserung  der wirtschaftlichen Verhältnisse führen. So benötigte eine Postkutsche von Aldingen über Gosheim, Wehingen und Reichenbach am Heuberg nach Nusplingen und weiter nach Ebingen einen ganzen Tag, der Fußmarsch der Arbeiter aus dem Primtal auf die Hochfläche dauerte in aller Regel ein bis zwei Stunden. Die Holzabfuhr mit Fuhrwerken von der Hochfläche ins Tal bedeutete besondere Mühe und Gefahren und verursachte etliche Unfälle mit tödlichem Ausgang.
Überlegungen zum Bau der Bahnlinie begannen bereits 1898. Im Jahr 1900 gründete sich eine provisorische Bahnkommission „zur Betreibung einer Eisenbahn über den Heuberg“. Schon am 2. November 1901 beschloss die Gemeinde Wehingen, das zum Eisenbahnbau benötigte Areal der Gemarkung Wehingen unentgeltlich zur Verfügung stellen zu wollen.
Die Kommission ging am 2. Februar 1902 im Komitee zum Bau der Heubergbahn auf, das u. a. aus den Schultheißen der Heuberggemeinden, dem Stadtschultheiß von Spaichingen und dem Landtagsabgeordneten Josef Schumacher aus Spaichingen bestand. Die Heuberggemeinden und die Stadt Spaichingen waren bereit, zur Verwirklichung des Projekts für damalige Verhältnisse ungeheure Geldsummen aufzubringen. Alleine die Gemeinde Wehingen war bereit, 118.000 Mark in bar als „verlorenen Zuschuss“ beizusteuern. Nachdem am 7. Januar 1906 der Württembergische Landtag dem Staatsministerium den Bau zwar empfohlen hat, die Ausführung durch den Staat aber noch mindestens zehn Jahre auf sich warten lassen würde, konnte das Komitee im September 1906 die Württembergische Eisenbahn-Gesellschaft (WEG) für den Bau gewinnen, allerdings nur unter Bedingungen, nämlich dann, wenn die beteiligten Gemeinden folgende Beschlüsse fassen:
1. Die Gemeinden stellen den gesamten Grund und Boden kostenfrei zur Verfügung und übernehmen alle damit verbundenen Kosten, z. B. Vermessungskosten, Kosten für die feuersichere Eindeckung aller Gebäude entlang der Bahntrasse.
2. Die Gemeinden leisten einen Barbeitrag von 450.000 Mark, 300.000 Mark fällig bei Baubeginn, den Rest bei Betriebseröffnung.
3. Die Gemeinden beantragen einen Staatsbeitrag von einer Million Mark und übertragen alle Rechte und Pflichten der Baufirma auf eine neu zu gründende Aktiengesellschaft oder auf die AG Württembergische Nebenbahnen.

Am 1. Oktober 1906 wandte sich die Württembergische Eisenbahn-Gesellschaft zur Projektgenehmigung an die württembergische Regierung. Daraufhin wurde dem Komitee zum Bau der Heubergbahn am 1. März 1907 ein Erlass des Königlich Württembergischen Ministeriums der auswärtigen Angelegenheiten zugestellt, nachdem der Staat Württemberg nun doch selbst daran Interesse habe, eine normalspurige Bahnlinie Spaichingen – Nusplingen zur Ausführung bringen zu wollen.
Zwischenzeitlich lancierten die Stadt Trossingen und die Gemeinde Aldingen eine Initiative im Landtag, die darauf abzielte, die Bahn nicht von Spaichingen auf den Heuberg führen zu lassen. Stattdessen sollte eine „Heuberg-Baar-Bahn“ Nusplingen-Wehingen-Gosheim-Aldingen (-Trossingen) gebaut werden. Aldingen und Trossingen beauftragten einen Regierungsbaumeister aus Nürnberg mit technischen Untersuchungen zur Einführung der Bahn in den Bahnhof Aldingen. Daraufhin mussten Vergleichsberechnungen für beide Varianten veranlasst werden. Bei Ausführung der Aldinger Variante wäre die Bahn zwar circa zwei Kilometer kürzer geworden, hätte aber 45 Meter mehr Höhe zu überwinden gehabt. Es waren hauptsächlich wirtschaftliche Überlegungen der Stadt Trossingen zusammen mit der Gemeinde Aldingen für diese Diskussion verantwortlich, die befürchteten, gegenüber der Stadt Spaichingen ins Hintertreffen zu geraten. Zur damaligen Zeit beschäftigten Trossinger Mundharmonikabetriebe wie z. B. Hohner viele Arbeiter vom Heuberg, häufig in Heimarbeit. Um den Landtag und das württembergische Staatsministerium für die gewünschte Linienführung über Aldingen nach Trossingen zu gewinnen, wollten die Stadt Trossingen und die Gemeinde Aldingen zusammen 200.000 Mark zum Bahnbau zuschießen.
Nach einer Rede des Landtagsabgeordneten Schultheiß Nessler aus Wehingen beschloss der Landtag mit einer großen Mehrheit im Mai 1911 den Bau der Heubergbahn als Vollspurbahn von Spaichingen nach Nusplingen. Die Darstellung der Kostenübernahme der beteiligten finanzschwachen Gemeinden hatte einen wesentlichen Anteil am Erfolg der Initiative gebracht. Die Schuldenaufnahmen wurde durch zusätzliche Holzeinschläge, Verkäufe von Staatsobligationen und Aufnahme von Hypotheken abgesichert. Am 18. August 1912 unterzeichnete der Württembergische König Wilhelm einen Erlass mit folgendem Wortlaut: Auf das Anbringen vom 15.d.M. will Ich nach dem Antrag den vorgelegten allgemeinen Plan für die Nebenbahn von Spaichingen nach Nusplingen als Grundlage der weiteren Bearbeitung der Einzelpläne und des Baues genehmigt und zur Einleitung des Baues der Bahn die Ermächtigung aller gnädigst erteilt haben. Damit war der Bau der Heubergbahn endgültig beschlossen.

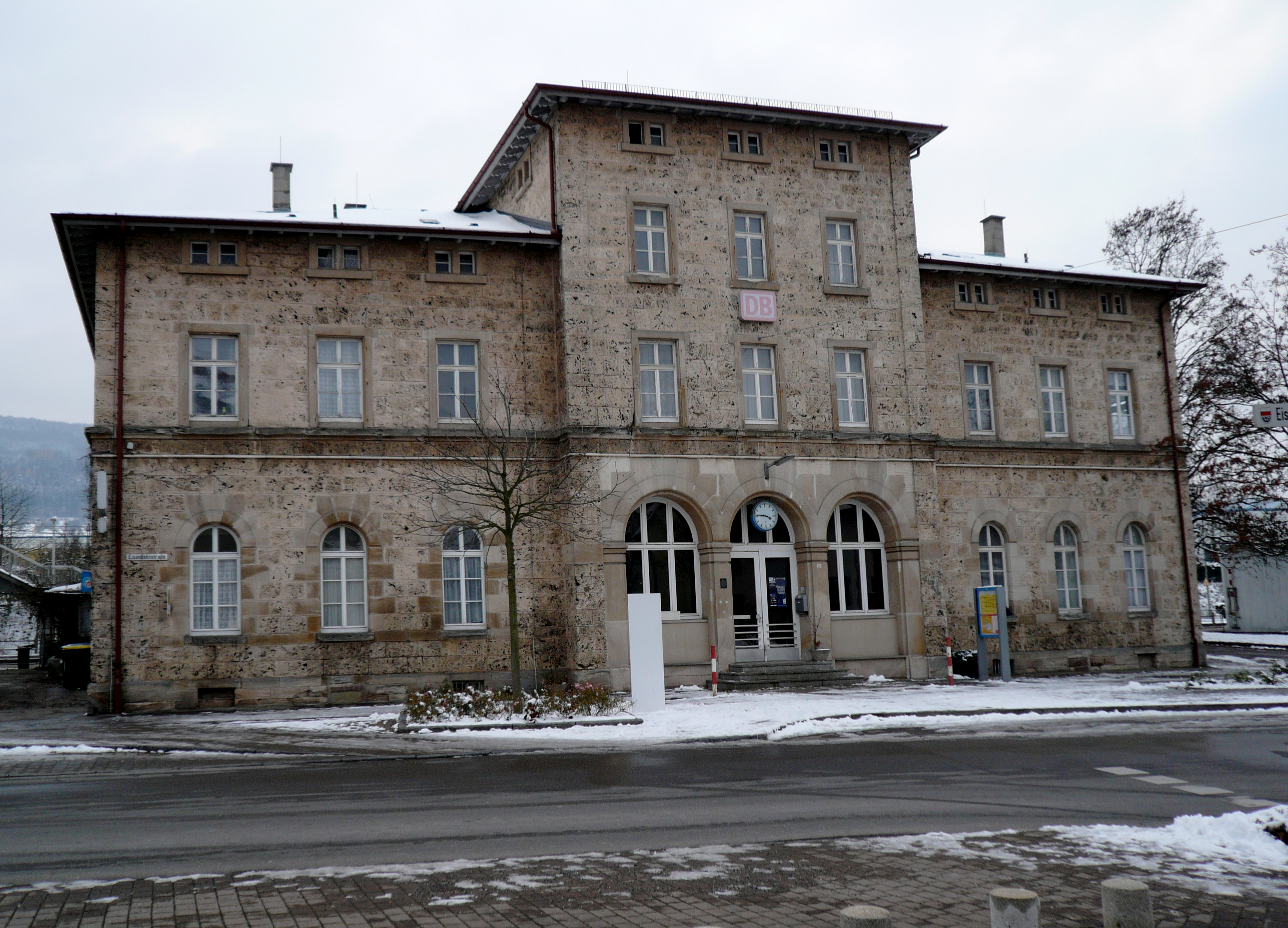
Der Bahnhof Spaichingen, wo die Heubergbahn von der Bahnstrecke Plochingen–Immendingen abzweigte

| Gemeinde            | benötigte Fläche | Bahn-km | aufzubringende Summe in Mark | entspricht heutiger Kaufkraft in € |
| ------------------- | ---------------- | ------- | ---------------------------- | ---------------------------------- |
| Spaichingen         | 7,8 ha           | 3,270   | 96.000 M                     | 457.000 €                          |
| Denkingen           | 14,4 ha          | 4,675   | 55.000 M                     | 262.000 €                          |
| Gosheim             | 9,4 ha           | 3,505   | 110.000 M                    | 524.000 €                          |
| Wehingen            | 6,0 ha           | 4,735   | 206.000 M                    | 981.000 €                          |
| Reichenbach         | 6,0 ha           | 2,595   | 88.000 M                     | 419.000 €                          |
| Egesheim            | 8,6 ha           | 3,555   | 73.000 M                     | 347.000 €                          |
| Nusplingen          | 9,6 ha           | 3,444   | 198.000 M                    | 942.000 €                          |
| Bubsheim            |                  |         | 14.000 M                     | 67.000 €                           |
| Königsheim          |                  |         | 20.000 M                     | 95.000 €                           |
| Deilingen-Delkhofen |                  |         | 10.000 M                     | 48.000 €                           |
| Obernheim           |                  |         | 60.000 M                     | 286.000 €                          |
| Summe               | 68,0 ha          | 25,779  | 930.000 M                    | 4.427.000 €                        |

### Baubeginn, Erster Weltkrieg, Inflation und Inbetriebnahme (1913–1928)
Nachdem 1912 alle Vorbereitungen wie Probegrabungen, Verhandlungen über den Grunderwerb und Festlegung der endgültigen Trasse der Bahn abgeschlossen wurden, erfolgte am 30. Januar 1913 der erste Spatenstich. Die Planung sah Baukosten von 3,6 Millionen Goldmark vor. Der höchste Punkt der Strecke sollte der Bahnhof Gosheim auf 841 Meter über Normalnull sein. Außerdem waren Steigungen bis zu 2,5 % vorgesehen.
Da die Arbeitskräfte aus der ansässigen Bevölkerung bei weitem nicht ausreichten, beschäftigte die für den Losabschnitt Denkingen-Gosheim beauftragte Firma Moll aus München zahlreiche Italiener und Bayern aus dem Bayerischen Wald.
Die Bauarbeiten sollten bis 1915 fertiggestellt sein. Aufgrund von Problemen, insbesondere beim Bau des Albaufstiegs zwischen Denkingen und Gosheim, am Steilabfall (Albtrauf) der Schwäbischen Alb und widriger geologischer Verhältnisse mussten dort statt der geplanten Einschnitte und Dämme mehrere Kunstbauten errichtet werden. In dem geologisch instabilen und steilen Gelände rutschten immer wieder die Gründungen der Brückenpfeiler ab und die zu ihrem Schutz errichteten Dämme und Aufwerfungen wurden durch den Berg herabstürzende Wassermassen überschwemmt. Durch diese Probleme verschlang allein dieses Teilstück nichteingeplantes Geld.
Als Betriebsmittel waren zum damaligen Zeitpunkt vorgesehen:
- Zwei Tenderlokomotiven T3 mit Geschwindigkeitsmesser, Westinghouse-Bremse und Läutwerk
- Zwei Gepäckwagen mit III Klasse Abteil
- Zwei Personenwagen IV Klasse
- Zwei Gepäckwagen mit Postabteil
- Drei gedeckte Güterwagen
- Drei offene Güterwagen
- Vier Langholzwagen
- Zwei Bahnmeisterwagen

Aufgrund des Ersten Weltkriegs wurde der Bau im November 1916 eingestellt, gleichzeitig kehrten 17 Kriegsgefangene in das Lager nach Münsingen zurück. Ab März 1917 ruhten die Bauarbeiten vollständig. Zwischen 1918 und 1919 sowie ab 1920 waren dann lediglich für Unterhalts- und Sicherungsarbeiten bis zu 30 Arbeiter bei der Bahnbausektion Spaichingen im Einsatz. 1919 begann der Weiterbau in allen Abschnitten. Nachdem die Württembergische Staatseisenbahn am 1. April 1920 in der Deutschen Reichsbahn aufging, wurde die Bautätigkeit erneut eingestellt. Der wirtschaftliche Niedergang des Deutschen Reiches, die Inflation und die Bedingungen des Versailler Vertrags, sorgten dafür, dass der Bahnbau abermals unvollendet blieb. Allerdings gelang es noch im Jahr 1922 / Anfang 1923, den Autunnel zu vollenden. Insbesondere der zwischen Januar und April 1924 erarbeitete und am 1. September 1924 in Kraft getretene Dawes-Plan verhinderte die rasche Wiederaufnahme der Bauarbeiten. Aufgrund der im Vertrag vorgesehenen Kapitalabflüsse und Reparationszahlungen und die Umorganisation der Deutschen Reichsbahn-Gesellschaft in eine Aktiengesellschaft teilte die Reichsbahndirektion Stuttgart mit, dass die Arbeiten an der Heubergbahn einzustellen seien.
Die Stadt Spaichingen setzte sich wieder für den Weitergang der Bauarbeiten ein. Am 4. Juli 1924 sandten die am Bau beteiligten Gemeinden eine Bitte um Vollendung der Bahn an das Reichsverkehrsministerium in Berlin, am 23. Mai 1924 besuchte eine Kommission der Reichsbahn die Heubergbahn. Ende Dezember 1924 reiste dann eine Kommission unter dem Spaichinger Ratsschreiber Karl Knapp zur Deutschen Reichsbahn-Gesellschaft nach Berlin. In zweitägigen Verhandlungen konnte der DRG das verbindliche Versprechen abgerungen werden, dass die Heubergbahn als eine der ersten Bahnen nach Wiederherstellung der Ruhrbahnhöfe weitergebaut und vollendet werden würde. Ab dem Jahr 1926 konnten die Bauarbeiten an der zu etwa 80 % fertiggestellten Strecke wiederaufgenommen werden. Zum Teil wurden aus Gründen der Sparsamkeit gebrauchtes Material, Schienen und sogar Brückenteile von anderen Eisenbahnlinien verwendet. Ferner wurde die Bahn vorläufig nur bis Reichenbach statt bis nach Nusplingen gebaut. Am 25. Mai 1928 wurde die Heubergbahn bis Reichenbach (Heuberg) eröffnet.

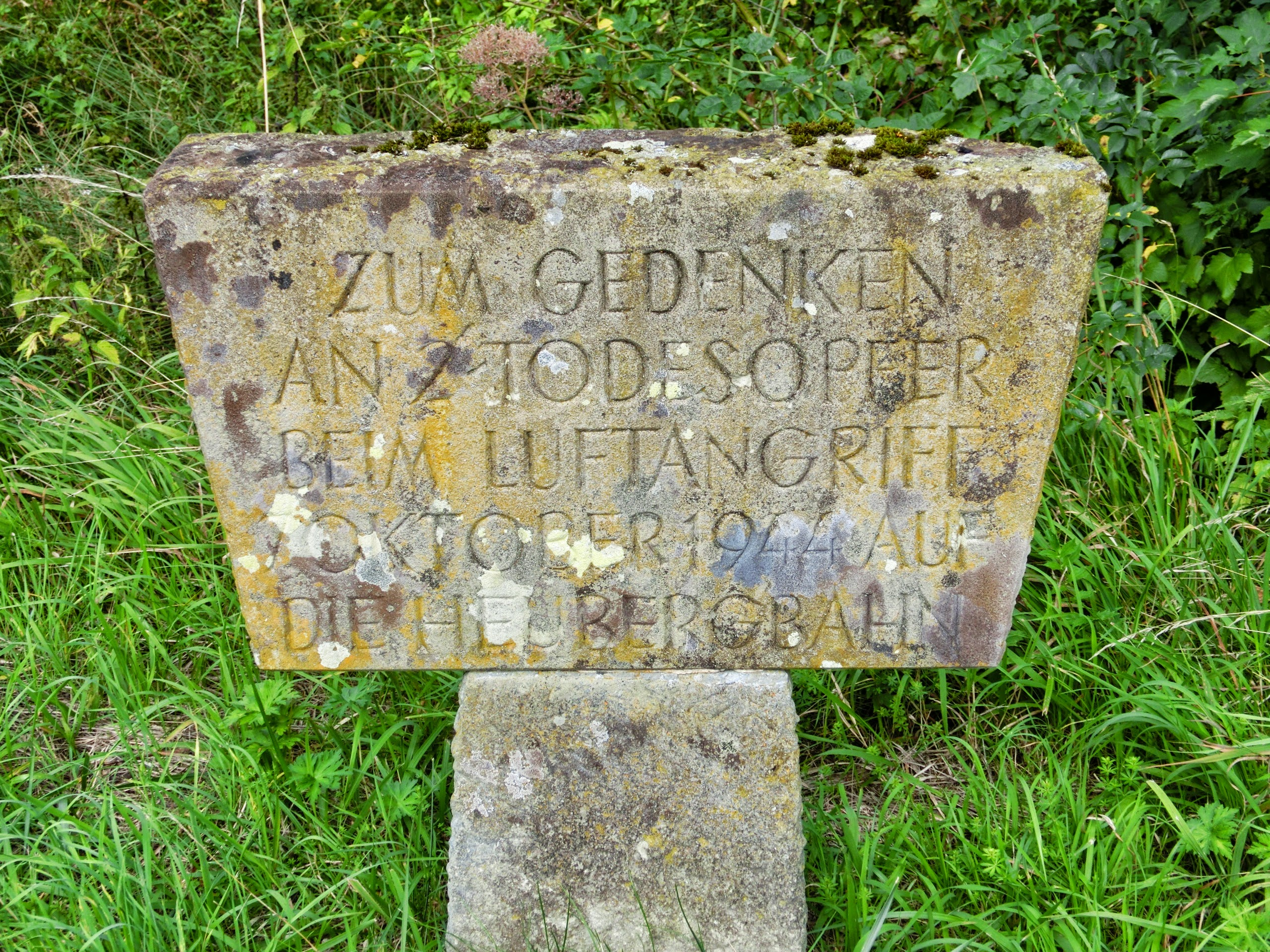
Gedenkstein für zwei Todesopfer während des Luftangriffs auf die Heubergbahn am 7. Oktober 1944

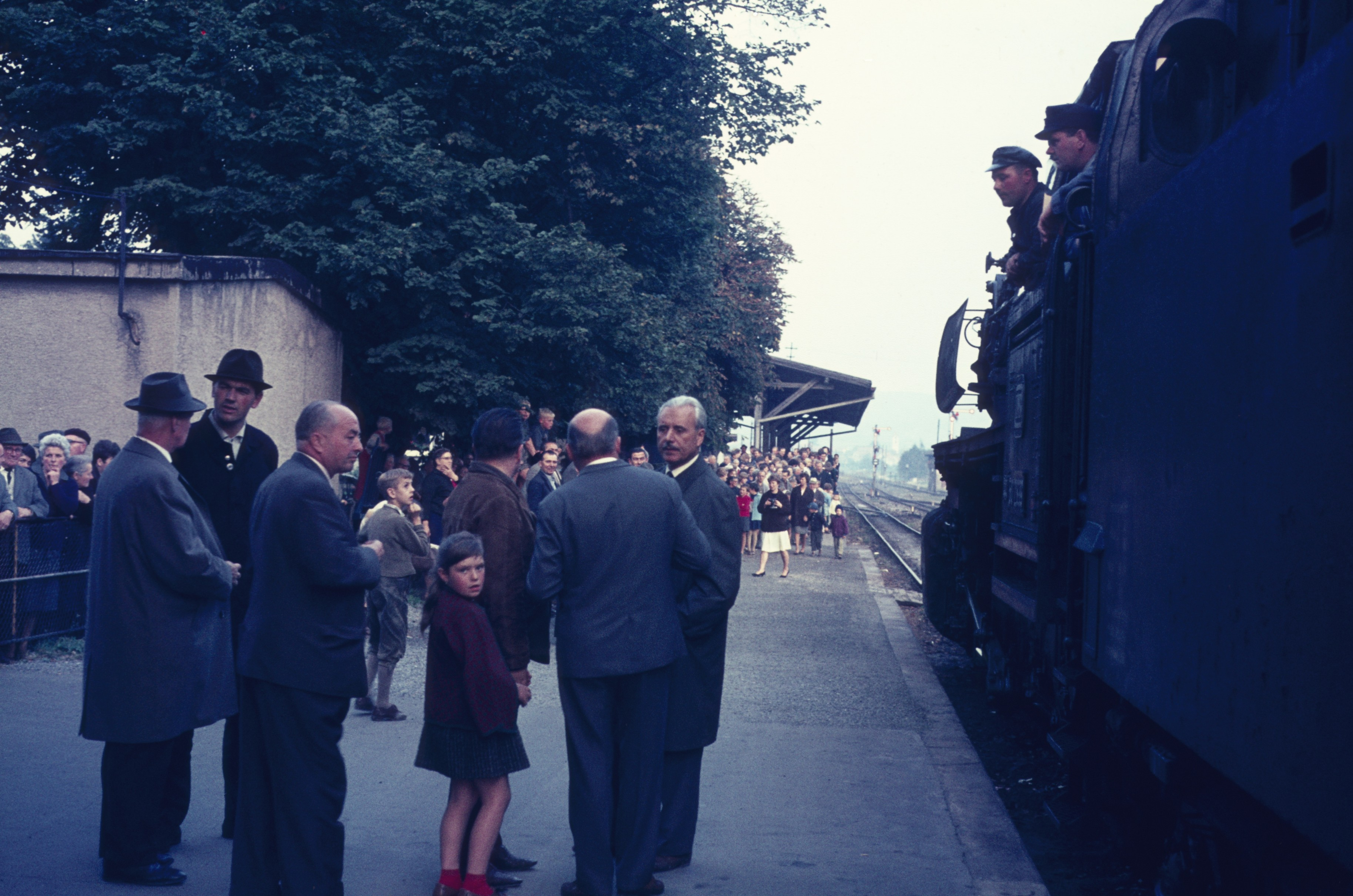
Spaichinger Honoratioren verabschieden den letzten Abendzug auf den Heuberg am 23. September 1966, Abfahrt 18.05 h

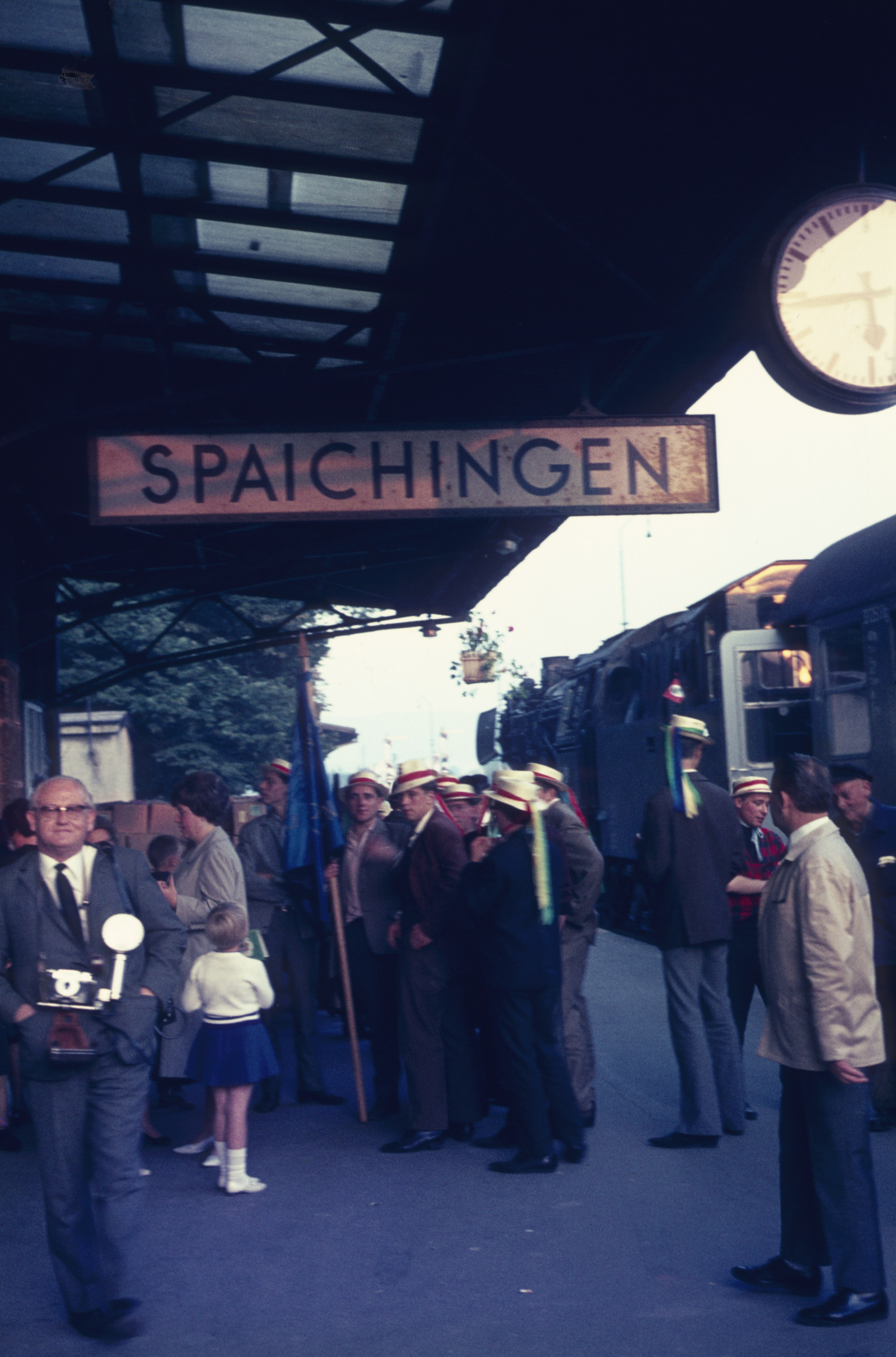
Die letzte Abfahrt der Heubergbahn vom Bahnhof Spaichingen

Die Heubergbahn verband dann 38 Jahre die angebundenen Bahnhöfe. Zu dieser Zeit war der Bahnhof Gosheim, mit 841 m ü. NN, der höchstgelegene Bahnhof von Württemberg. Die Strecke trug einen großen Teil zur Erschließung und Industrialisierung der Heuberggemeinden bei.

### Kriegsende und langsamer Niedergang (1945–1966)
Mit dem Kriegsende stellte die Bahn ihren Betrieb vorläufig ein. Aufgrund der Genehmigung zur Betriebsaufnahme durch die französische Militärregierung konnte der Verkehr ab dem 7. Januar 1946 wieder aufgenommen werden. Die Deutsche Bundesbahn als Rechtsnachfolgerin der Deutschen Reichsbahn begann schon in den 1950er Jahren, die Rentabilität ihrer Bahnlinien zu prüfen. Ab dem 23. Mai 1954 verkehrte nur noch ein Zugpaar montags bis freitags, alle anderen Personenverkehrsleistungen wurden mit Bussen durchgeführt. Erstaunlicherweise gab es ab dem Fahrplanwechsel zum 2. Oktober 1955 wieder mehr Zugleistungen – jetzt mit Rottweiler Schienenbussen VT95/VT98. Drei Zugpaare am Werktag und sogar am Sonntag gab es abends eine Leistung von Spaichingen hinauf nach Reichenbach. Diese Fahrt diente jedoch hauptsächlich dazu, dass am Montagmorgen in Reichenbach ein Frühzug nach Spaichingen bereitstand.
Im März 1964 legte die Bundesbahn Pläne zur Stilllegung der Strecke vor. Die Anliegergemeinden, das Landratsamt und die IHK versuchten ohne Erfolg, die Argumentation der Bundesbahn zu entkräften. Die bisher tägliche Nahgüterzugleistung wurde ab 1965 eingestellt. Am 23. September 1966 wurde die Bahnlinie endgültig stillgelegt. Gegen die Einstellung des Betriebs protestierte die Heuberger Bevölkerung auf denkwürdige Art und Weise: Der mit Honoratioren besetzte Sonderzug anlässlich der letzten Fahrt kam im Bereich des Autunnels bei Gosheim durch Schmierseife auf den Gleisen kaum noch voran. Dieser Protest ging als sogenanntes „Schmierseifen-Attentat“ in die Geschichte ein.
Im Juni 1967 gab es Überlegungen, die Verbindung in Regie des Landkreises bzw. der Anliegergemeinden zu betreiben. Die Unterhaltungskosten des Bahnkörpers war aber zu hoch. Der Betrieb durch eine Privatbahn oder eine kommunale Gebietskörperschaft war damals illusorisch.

## Bauwerke

### Schweinebrunnen-Viadukt
Der erste Viadukt nach dem Bahnhof Denkingen in Richtung Gosheim überbrückt mit drei Betonbögen über 52 Meter die Schweinebrunnen-Rinne.

### Setze-Viadukt
Der 150 Meter lange Setze-Viadukt beginnt bei Streckenkilometer 7,58. Nachdem sich aufgrund von Rutschungen im Setzebachtal der eigentlich dort vorgesehene Damm als nicht realisierbar erwiesen hatte, wurde entgegen der Planung von 1914 zwischen 1919 und 1923 ein Viadukt mit sechs Öffnungen und gebrauchten eisernen Überbauten errichtet.

### Wettbachtal-Viadukt
Mit einer ursprünglich vorgesehenen Gesamtlänge von 140 Metern und acht gewölbten Öffnungen in Betonbauweise mit anschließendem Damm sollte das Wettbachtal überwunden werden. Die Lage des Viaduktes am Steilabhang der Schwäbischen Alb mit äußerst schwierigen Bodenverhältnissen im Übergang der Gesteinsschichten von Weißem zu Braunem Jura führte schon während der Bauphase 1914 zu wiederholten Rutschungen. Daher wurde entschieden, auf den Damm zu verzichten und den Viadukt mittels sieben Eisenbrücken und sechs, bis zu 20 Meter tief gegründeten Betonpfeilern um 160 Meter auf eine Gesamtlänge von 300 Meter zu verlängern. Die Betonpfeiler wurden bereits 1915 fertiggestellt, die Eisenbrücken wurden erst nach Wiederaufnahme der Bauarbeiten ab 1919 aufgesetzt. Um Kosten einzusparen, wurden gebrauchte Brückenteile, die beim Umbau des Stuttgarter Hauptbahnhofs entbehrlich wurden, im Wettbachtal verbaut.

### Autunnel
Der letzte Abschnitt der Bahntrasse bis zum höchsten Punkt der Heubergbahn bei Gosheim war in einem tiefen Einschnitt geplant. Aufgrund von Rutschungen entschloss man sich, einen 126 Meter langen Tunnel in offener Betonbauweise zu errichten (Fertigstellung 1922/23).

## Betriebsstellen
| km   | Bezeichnung              | Bemerkung |
| ---- | ------------------------ | --- |
| 0,0  | Bf Spaichingen           | |
| 2,0  | Hp Spaichingen Nord      | Bezeichnung bis 30. September 1939: Spaichingen Nebenbahn |
| 5,0  | Bf Denkingen             | Agentur; ab 1. Juli 1955 als Hst dem Bahnhof Spaichingen unterstellt, ab 1. Januar 1957 Bf |
| 9,6  | Bf Gosheim               | Seitenrampe, Agentur; ab 1. Juli 1955 als Hst dem Bahnhof Spaichingen unterstellt, ab 1. Januar 1957 Bf                                                                                             |
| 13,9 | Bf Wehingen              | Rampe, Gleiswaage, Wagen-/ Lademaß; Agentur; ab 1. Juli 1955 als Hst dem Bahnhof Spaichingen unterstellt, ab 1. Januar 1957 Bf                                                                      |

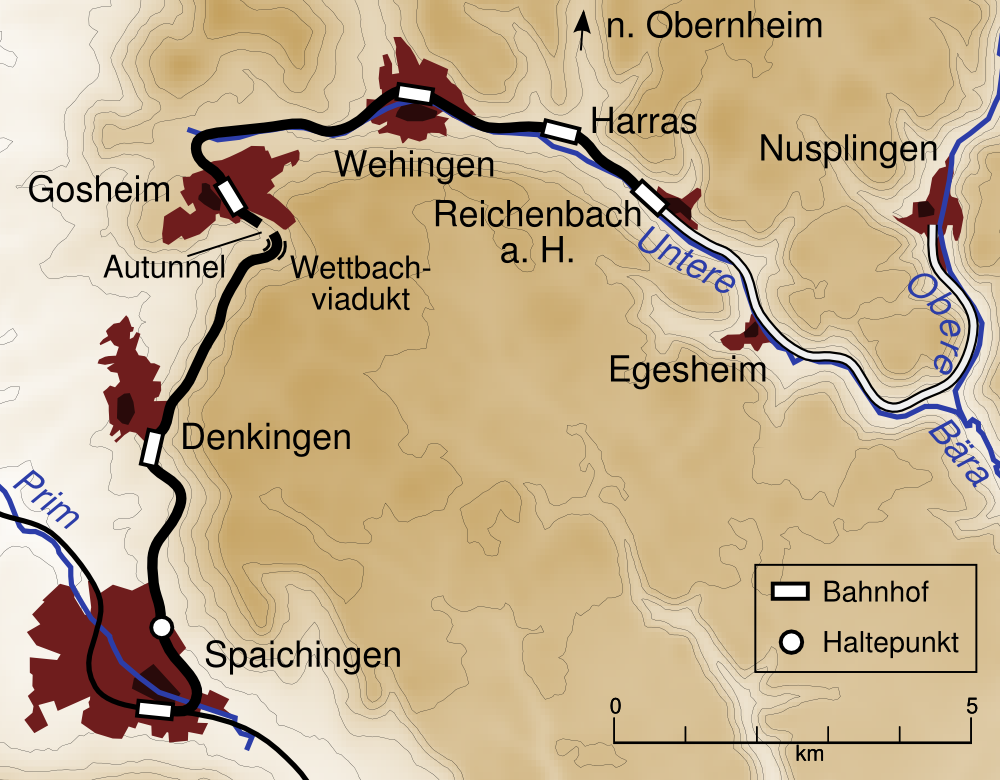
Verlauf der Heubergbahn mit geplanter Verlängerung bis Nusplingen

| 16,1 | Bf Harras-Obernheim      | Gleiswaage, Wagen-/ Lademaß; Agentur; ab 1. Juli 1955 als Hst dem Bahnhof Spaichingen unterstellt, ab 1. Januar 1957 Bf am 1. Januar 1960 für den Reise- und Güterverkehr geschlossen und aufgelöst |
| 17,7 | Bf Reichenbach (Heuberg) | Gleiswaage, Wagen-/ Lademaß, Lokschuppen; Agentur; ab 1. Juli 1955 dem Bahnhof Spaichingen unterstellt                                                                                              |

## Fahrzeuge

### Triebfahrzeuge
Die Triebfahrzeuge, die auf der Strecke zum Einsatz kamen, waren beim Bahnbetriebswerk Rottweil beheimatet. Zwischen 1928 und dem 21. Mai 1955 wurden die Personenzugleistungen überwiegend durch Tenderlokomotiven der Baureihe 75 (T5) erbracht. Ab dem Fahrplanwechsel am 22. Mai 1956 wurden Schienenbusse der Baureihe VT 95 eingesetzt. Daneben kamen ab März 1959 Tenderlokomotiven der Baureihe 64 für Personenzug- und leichte Nahgüterzugleistungen zum Einsatz. Für schwerere Güterzüge wurde eine Maschine der Baureihe 50 mit Kabinentender eingesetzt.

### Wagenmaterial
Die häufig auf der Heubergbahn eingesetzten Personenwagen waren für die damalige Zeit typische Wagen württembergischer Bauart. Die Wagen der Bauarten Ci wü 05 und Di wü 08 wurden von Waggonfabriken in Esslingen, Rastatt, Fuchs in Heidelberg und Gastell in Mainz gefertigt. Sie hatten einen Radstand von 8,0 Metern, anfangs Gasbeleuchtung, Westinghouse-Bremse und umlegbare Bühnengeländer.

## Relikte

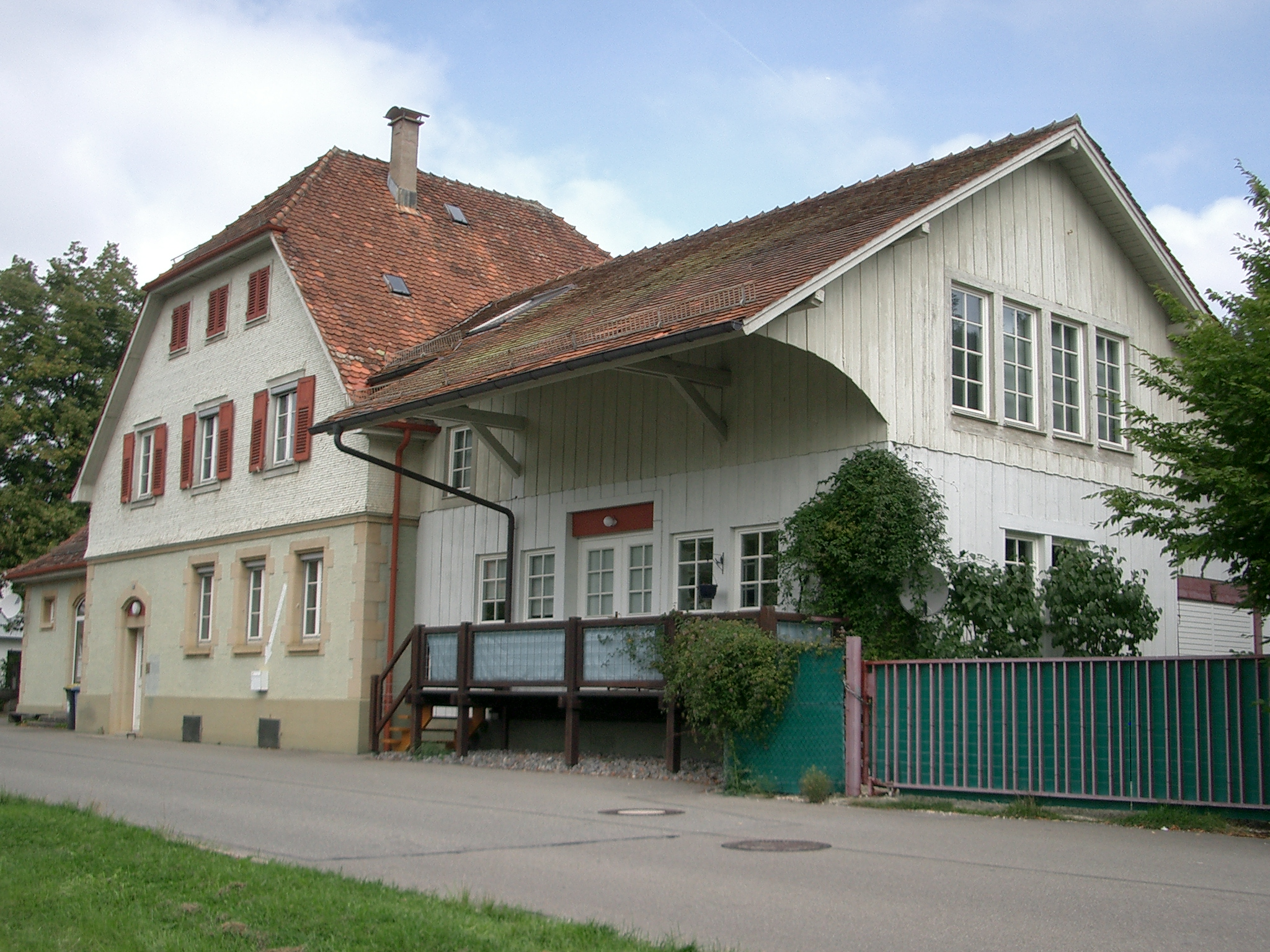
Ehemaliger Bahnhof Wehingen, Straßenseite

Heute erinnern nur noch der Bahndamm, der zu einem Bahntrassenradweg bzw. Wanderweg umgebaut wurde, einige Brückenpfeiler und -bögen (der insgesamt 13 erbauten Brücken) sowie der Autunnel an die Eisenbahnstrecke. Daneben sind noch die Bahnhofsgebäude von Denkingen, Wehingen, Harras-Obernheim und Reichenbach am Heuberg erhalten. Sie dienen überwiegend Wohnzwecken. Der Bahnhof von Gosheim wurde in den 1970er Jahren zugunsten einer Industrieanlage abgerissen, dagegen wurde der Bahnhof Wehingen (dort auch die „Bahnhofstraße“) restauriert, ebenso der Autunnel bei Gosheim, der von Freiwilligen in Stand gehalten wird.

## Nicht verwirklichte Planungen und Projekte

### Streckenabschnitt Reichenbach – Nusplingen
Im Jahr 1913 wurde klar, dass der auf 850.000 M kalkulierte Streckenabschnitt von Reichenbach a.H. bis Nusplingen zunächst nicht verwirklicht werden würde. In einem Schreiben der Königliche Generaldirektion der Staatseisenbahnen an das Ministerium der auswärtigen Angelegenheiten teilte man diesem mit, dass der Grunderwerb für das Baulos 4 Reichenbach – Nusplingen zurückzustellen wäre bis zur Inbetriebnahme der Strecke Spaichingen – Reichenbach.

### Anschlussbahn Nusplingen – Ebingen
Durch den Landtagsabgeordneten und Rechtsanwalt Conrad Haussmann wurde im Landtag eine Initiative betrieben, die den Bau einer Anschlussbahnlinie von Nusplingen nach Ebingen vorschlug. Haussmann wandte sich im Auftrag der Stadt Ebingen und der Gemeinden Meßstetten, Hossingen, Tieringen, Oberdigisheim, Unterdigisheim, Nusplingen, Reichenbach, Obernheim, Bubsheim, Gosheim und Hausen o. T. an die Königliche Generaldirektion der Staatseisenbahnen mit der Bitte um Prüfung einer Nebenbahn Ebingen-Nusplingen. In einem Schreiben vom 11. Juni 1907 an den Vorstand des Komitees für eine Heubergbahn Nusplingen-Ebingen lehnte die Königliche Generaldirektion der Staatseisenbahnen mit Bezug auf das Projekt einer Heubergbahn Spaichingen-Nusplingen die Ausarbeitung dieses Projektes ab. Daraufhin beauftragten die Gemeinden Ebingen, Meßstetten, Unterdigisheim, Oberdigisheim, Tieringen und Hossingen am 12. Juli 1907 den Regierungsbaumeister M. Wallersteiner mit der Aufstellung eines vollständigen Projekts für eine Nebenbahn Ebingen-Nusplingen. Die daraufhin im Jahr 1908 von Wallersteiner vorgelegte Planung sah vor, dass die Bahnlinie Ebingen in westlicher Richtung verlässt und mit Steigungen bis 1:40 nach Meßstetten ansteigt. Ein 164 Meter langer Tunnel unter dem Lottersberg und ein Viadukt über das Meßstetter Tal (26 Meter lang) waren vorgesehen, bevor südwestlich des Orts der Bahnhof Meßstetten mit der optionalen Möglichkeit für den Bau einer Militärrampe für den Truppenübungsplatz erreicht worden wäre. Weiter ansteigend wäre bei  925 M. ü.N.N. der höchste Punkt der Bahnlinie gewesen. Danach war ein Verlauf über Hossingen mit einem Viadukt über das Burtelsbachtal (48 Meter lang), dem Rand des Bäratals folgend im Gefälle bis 1:43 Richtung Tieringen vorgesehen. Etwa ein Kilometer südlich des Orts wäre die Bahnlinie mit einer Halbkreiskurve im Bäratal in Richtung Oberdigisheim geschwenkt. Rechts der Bära war der Verlauf über Unterdigisheim nach Nusplingen vorgesehen. Die Streckenlänge hätte 25,7 Kilometer betragen, eine alternative Führung über die Hochfläche der Hardt wurde zwar aufgrund einer kürzeren Streckenlänge erwogen, wegen der Gefahr von Schneeverwehungen aber nicht weiterverfolgt.
Obwohl der wiederholte Wunsch zur Annahme des Projekts von der Königlichen Generaldirektion der Staatseisenbahnen am 6. Mai 1912 abgelehnt wurde aufgrund der bereits großen Anzahl an Anträgen zum Bau von Nebenbahnen, erreichte Haussmann im Jahr 1913, dass das Projekt von der Königlichen Generaldirektion der Staatseisenbahnen genauer untersucht wurde. Das durch Wallersteiner vorgelegte Projekt bezifferte die Baukosten auf 3,618 Mio. M zuzüglich von Grunderwerbskosten von 561.000 M. Die Bauverwaltung kam zu deutlich anderen Ergebnissen, diese hatte die Baukosten auf 6 Mio. M geschätzt, zuzüglich der Kosten für den Anschluss in Nusplingen und die Erweiterung des Bahnhofs in Ebingen in Höhe von 500.000 M. Man rechnete mit jährlichen Betriebseinnahmen von 100.000 M und Ausgaben von 80.000 M unter der Prämisse von vier Zugpaaren in den fünf Sommermonaten und drei Zugpaaren im Winter, was 65.000 Zugkilometern im Jahr entsprochen hätte.
Nach Ansicht der Bauverwaltung der Königlichen Generaldirektion der Staatseisenbahnen würde der Verkehr für den Truppenübungsplatz Heuberg nicht besonders ins Gewicht fallen. Die Lagergebäude und Einrichtungen liegen auf der anderen Seite des Truppenübungsplatzes und seien damit besser über das Donautal zu erschließen. Die abschließende Empfehlung der Bauverwaltung am 16. Mai 1913 war eindeutig. Wörtlich wurde ausgeführt: „Da eine Verzinsung des Bauaufwands von etwa 6 Millionen M nur zu einem kleinen Bruchteil zu erwarten ist, so kann diese Nebenbahn als bauwürdig nicht bezeichnet werden. Bei der derzeitigen Geschäfts- und Finanzlage wird nicht daran gedacht werden können, der Verwirklichung des Projekts näher zu treten.“
Nachdem die Strecke von Spaichingen nach Reichenbach im Jahr 1928 eröffnet wurde, gründete sich in Nusplingen erneut ein Arbeitsausschuss, in dem die Bürgermeister der betroffenen Ortschaften die Notwendigkeit eines möglichst baldigen Ausbaus der Bahn nach Nusplingen betonten und gleichzeitig den Wunsch einer späteren Weiterführung nach Ebingen äußerten.

### Bahnstrecke Fridingen – Heuberg
Im Jahr 1908 hatte die Gemeinde Bärenthal beim preußischen Regierungsbezirk Sigmaringen den Bau einer Bahnstrecke von Fridingen bis zur Einmündung in die geplante Heubergbahn zwischen Egesheim und Nusplingen beantragt. Der Nutzen wurde in einer besseren Anbindung der Gemeinde Bärenthal in Richtung Fridingen und Tuttlingen gesehen. Da sich Württemberg an diesem Projekt finanziell zu beteiligen gehabt hätte, kam man im württembergischen Ministerium der auswärtigen Angelegenheiten im April 1908 zur Auffassung, dass der Bau nicht zu befürworten sei.
In einer Debatte am 9. Juni 1909 diskutierte der württembergische Landtag einen alternativen Verlauf der Bahnlinie auf den Heuberg. Diese Bahn sollte von der Donautalbahn bei Fridingen abzweigen und über den preußischen Ort Bärenthal nach Reichenbach und weiter nach Wehingen und Gosheim verlaufen. Das Ministerium der auswärtigen Angelegenheiten klärte die Abgeordneten auf, dass der preußische Staat, auf Nachfrage Württembergs, kein Interesse an einer derartigen Bahnlinie hätte, da dadurch lediglich Bärenthal in preußischem Staatsgebiet erschlossen würde und die Gemeinde Bärenthal aufgrund ihres geringen Steueraufkommens keine Möglichkeiten hätte, selbst Mittel für den Bahnbau aufzubringen. Die Stellungnahme der preußischen Behörde schloss mit der Feststellung ab, dass diese Linienführung mehrheitlich im Interesse Württembergs und nicht Preußens läge.

### Anbindung an die Bahnlinie Rottweil – Balingen
Ebenfalls in der Debatte des Landtags am 9. Juni 1909 wurde vorgeschlagen, die Heubergbahn, statt in Spaichingen, in Schörzingen an die noch zu bauende Nebenbahn Rottweil – Balingen anzubinden. Der Vorschlag wurde mit dem Hinweis auf die lange Fahrtzeit und die längere Distanz vom Heuberg in die zuständige Oberamtsstadt Spaichingen mit zweimaligem Umsteigen nicht weiterverfolgt.